# تشانغ كيا نجاو
تشانغ كيا نجاو (بالإنجليزية: Chang Kia-ngau)‏ (و. 1889 – 1979 م) هو مصرفي، وعالم اقتصاد من الصين .
توفي في بالو ألتو، كاليفورنيا .